# Valentine (sång)
"Valentine" är en sång av gruppen T'Pau, utgiven som singel år 1987. Singel nådde niondeplatsen på UK Singles Chart och sjundeplatsen på Trackslistan.
Låten är komponerad av gruppens kompgitarrist Ronnie Rogers och dess sångerska Carol Decker. Den återfinns på studioalbumet Bridge of Spies och samlingsalbumet Heart and Soul – The Very Best of T'Pau.

## Låtförteckning
Vinylsingel (7")
1. "Valentine" – 3:55
2. "Giving My Love Away" – 3:19

Maxisingel (12")
1. "Valentine" – 3:55
2. "Giving My Love Away" – 3:19
3. "I'm A Believer" – 3:24

CD-singel
1. "Valentine" – 3:53
2. "Giving My Love Away" – 3:10
3. "I'm A Believer" – 3:24
4. "China in Your Hand (Live)" – 5:49

### Återutgåva 1993
Vinylsingel (7")
1. "Valentine"
2. "China in Your Hand (Live)"

CD-singel
1. "Valentine"
2. "Heart and Soul (Live)"
3. "China in Your Hand (Live)"
4. "Sex Talk (Live)"

## Medverkande
- Carol Decker – sång
- Dean Howard – sologitarr
- Ronnie Rogers – kompgitarr
- Tim Burgess – percussion, trummor
- Michael Chetwood – keyboard
- Paul Jackson – elbas
- Taj Wyzgowski – sologitarr